# Heinäsaari (ö i Södra Savolax, S:t Michel, lat 61,65, long 27,53)
Heinäsaari är en ö i Finland. Den ligger i sjön Keihäsjärvi och i kommunen Sankt Michel i den ekonomiska regionen  S:t Michel och landskapet Södra Savolax, i den södra delen av landet, 210 km nordost om huvudstaden Helsingfors. Öns area är 0,2 hektar och dess största längd är 60 meter i nord-sydlig riktning.